# Равичский повет
Равичский повет (пол. Powiat rawicki) — повет (район) в Польше, входит как административная единица в Великопольское воеводство. Центр повета — город Равич. Занимает площадь 553,23 км². Население — 60 294 человека (на 31 декабря 2015 года).

## Административное деление
- города: Бояново, Ютросин, Мейска-Гурка, Равич
- городско-сельские гмины: Гмина Бояново, Гмина Ютросин, Гмина Мейска-Гурка, Гмина Равич
- сельские гмины: Гмина Пакослав

## Демография
Население повята дано на 31 декабря 2015 года.
| Перепись            | Всего | Мужчины | Женщины |
| ------------------- | ----- | ------- | ------- |
| Всего               | 60294 | 29799   | 30495   |
| Городское население | 28766 | 13810   | 14956   |
| Сельское население  | 31528 | 15989   | 15539   |